# Condylobelba sculpturata
Condylobelba sculpturata är en kvalsterart som beskrevs av Sandór Mahunka 200. Condylobelba sculpturata ingår i släktet Condylobelba och familjen Suctobelbidae. Inga underarter finns listade i Catalogue of Life.